# 圣母子与施洗者圣约翰
《圣母子与施洗者圣约翰》，又名《美丽的女园丁》，是意大利文艺复兴盛期画家拉斐尔开始创作，并由里多尔福·德尔·基尔兰达约完成的一幅画作，描绘了圣母、幼年基督和幼年施洗者约翰。据信它是由锡耶纳贵族法布里齐奥·塞尔加迪于约1507年委托绘制的，现藏于法国巴黎卢浮宫。

## 历史
这幅画是意大利文艺复兴画家拉斐尔最著名的圣母肖像画之一，也是他在佛罗伦萨时期创作的最有力的作品之一，标志着拉斐尔艺术成就的巅峰。拉斐尔在完成《金翅雀圣母》之后便开始创作《圣母子与施洗者约翰》。
拉斐尔未能在离开佛罗伦萨前完成这幅画作，后来由吉兰达约接手完成。吉兰达约绘制的圣母玛利亚的蓝色袍服饱受赞誉。这幅画后来被法国国王弗朗索瓦一世带往巴黎，在那里声名鹊起，并被大量临摹。

## 画面描述
画面上描绘了圣母玛丽、基督和年轻的施洗者约翰。整幅画作的主要内容构成了一个金字塔形结构，以圣母的面部作为塔顶。圣母是这幅画的焦点，她怀抱着依偎在她右脚边的圣婴，左手搭在膝头并托着一本经书，身体占据了画面的主体部分。圣母左侧的地面上跪坐着施洗者约翰。三人头顶隐约可见光晕，这一特征在文艺复兴盛期已经不复存在。这幅画的背景并未选择神圣的环境，圣母也没有坐在宝座上，而是在一处美丽的自然风景当中。拉斐尔采用了统一的自然主义构图，运用饱满明亮的色彩与交融的光影营造出高度逼真的氛围。

## 艺术分析
这幅画的核心点在于独特的圣母形象：她以环抱保护着基督；圣子单足站在圣母脚背上，抬头仰望圣母，表现出孩童般的依赖与信任。另一侧跪立的施洗约翰手握画中两件宗教圣物之一的芦苇十字架。拉斐尔在此一改以往传统，摒了在画作中堆砌宗教符号的做法，转而将神圣象征与自然景致交融，展现出人文主义精神并同时表现着天主教教义。另一宗教符号是三人头顶的朦胧光晕，此特征随盛期文艺复兴到来而逐渐消失。圣母手持的经书被认为是基督受难的预言，圣母与基督的姿态也预示着基督的受难与死亡。拉斐尔的精妙构图营造出圣母与圣子间的亲密感，施洗约翰则作为见证者存在。
拉斐尔在佛罗伦萨期间研习了达芬奇、米开朗基罗和巴托洛梅奥修士的作品，放弃了他在翁布里亚时流行的僵硬构图。这幅画似乎就是以达芬奇的《圣母子与圣安妮》等作品为原型基础创作的。它呼应了彼得罗·佩鲁吉诺的广阔风景画风格，同时运用盛期文艺复兴流行的金字塔构图与晕涂技法。 画作的另一个特点是圣母玛利亚的美丽优雅被高度理想化。拉斐尔在创作此类作品时常从其他艺术家那里获得灵感，并加入自己的风格予以扩充和丰富。 

## 另请参见
- 拉斐尔绘画列表